# Бунт срещу Ираклий
Бунтът срещу Ираклий е последен опит на юдеите да се противопоставят на римското владичество над предходната Юдея, преобърната от римляните на римска провинция Палестина.

## Цивилизационна предистория
След сриването на Втория храм, предшествано от обсадата и превземането на Ерусалим от Тит, еврейството минава в явна и прикрита борба (виж ранно християнство) срещу новия, този път най-силен, завоевател на Юдея – Римската империя. Резултатите на евреите не са обнадеждаващи. След Миланския едикт, християнството се налага от Константин Велики за официална религия в империята, а евреите и еврействащите му последователи постепенно са отлъчени от църквата – виж Вселенски събори. Проповедите на Йоан Златоуст бележат своеобразната, паралелна на официалната държавна имперска политика, религиозна кулминация на този цивилизационен процес.
След като през 476 година Западната Римска империя престава самостоятелното си съществуване под напора на варварските (предимно германски) нашественици по времето на Великото преселение на народите, Източната римска империя постепенно затвърждава своето институтоционално съществуване и укрепва налагайки авторитетността и легитимността си над останалия постримски свят. Според известният изследовател на тази „нова“ империя, продължител на Римската, Георгий Острогорски, римската държавна традиция, елинската култура, и християнската религия се превръщат в „трите кита“, т.е. в една своеобразната геополитическа държавна „Света Троица“ на новото време – средновековието (виж медиевистика) с неговите ценности и система заменили римската цивилизация и открили пътя за формиране през и чрез възраждането на съвременната европейска цивилизация.

Управлението на Юстиниан с неговия правен Юстинианов кодекс от 531 г. същевременно бележи своеобразния упадък (най-ниска точка) за еврейското социално самостойно развитие. Юстиниан изисква всяка общност, включително и най-вече еврейската, да отдава почит на всеки нов император и папа. Посредством законодателството забранява на онези които 
| „ | вярват в еврейските суеверия, на еретиците, на манихейците и самаряните | “ |

 да свидетелстват против християни. Също така забранява да се разширяват съществуващите синагоги, да се строят нови, а на евреите, еретиците, манихеите и самаряните да влизат в местните власти. Юстиниан допуска евреите да притежават роби езичници, но онези роби които се покръстят са свободни.

## Предистория на бунта
В самото начало на 7 век в Източната римска империя настъпват сериозни сътресения и трансформации.
През 602 г. бунт на придунавската войска довежда до убийството на Маврикий, с което се слага край на управлението на Юстиниановата династия. През 604/608 г. евреите в Сирия и в частност в Антиохия избиват гръцкото население на провинцията и града водени от старата си потискана ненавист към ромеите. През 610 г. Ираклий слага началото на управлението на империята от новата династия на Ираклионите. Същата тази 610 г. Сасанидския владетел Хосров II прави опит да отнеме Палестина от империята.

## Последен еврейски опит за отвоюване на Юдея
В началото на 7 век евреите са само 1/10 от населението на Палестина. В сблъсъка между Персия и Византия, те вземат страната на персите подкрепяйки сасанидския пълководец Ромизан, правейки опит да отхвърлят ненавистната им римска власт.
Един отряд юдейски бунтовници убива патриарха на Антиохия (виж бунт срещу Фока), а друг провокира безредици в Тир. Юдеите от Тибериада, водени от Вениамин, подпомагат Сасанидите да завладеят Кесария срещу обещанието, че ще имат самоуправление в Юдея. През 614 г. персите завладяват свещения Йерусалим, което е хвърлена ръкавица в лицето на Ираклий и християнския свят. Ромизан отнася в Ктезифон Светия кръст поверявайки управлението на светия град на еврейския бунтовнически водач Вениамин.